# Fundierte Menge
In der Mathematik ist eine fundierte Menge (auch wohlfundierte Menge, fundierte Ordnung, terminierende Ordnung, noethersche Ordnung) eine halbgeordnete Menge, die keine unendlichen echt absteigenden Ketten enthält. Äquivalent dazu heißt eine halbgeordnete Menge fundiert, wenn jede nichtleere Teilmenge mindestens ein minimales Element enthält.
Alle wohlgeordneten Mengen sind fundiert, weil in einer wohlgeordneten Menge jede nichtleere Teilmenge ein kleinstes Element haben muss und das kleinste Element einer Menge immer auch minimal ist.  Anders als wohlgeordnete Mengen brauchen fundierte Mengen nicht totalgeordnet zu sein.  Alle total geordneten fundierten Mengen sind wohlgeordnet.

## Noethersche Induktion
Fundierte Mengen erlauben die Anwendung der noetherschen Induktion, einer Version der transfiniten Induktion: Sei {\displaystyle P} eine Eigenschaft von Elementen einer unter einer Ordnungsrelation {\displaystyle \leq } fundierten Menge {\displaystyle X} und sei die folgende Aussage wahr:
Wenn {\displaystyle x} ein Element von {\displaystyle X} ist und {\displaystyle P(y)} für alle {\displaystyle y<x} wahr ist, dann ist auch {\displaystyle P(x)} wahr.
Dann ist {\displaystyle P(x)} wahr für alle Elemente {\displaystyle x} aus {\displaystyle X}.

## Verwendung in der Informatik
Siehe auch: Termersetzungssystem#Terminierung
Terminiertheit ist ein zentrales Konzept in der theoretischen Informatik. Obige Begriffe werden dazu von Ordnungen auf homogene Relationen {\displaystyle a\rightarrow b\in A\times A} abgeschwächt, wobei {\displaystyle a\rightarrow b} etwa den Schritt einer Berechnung repräsentiert. In diesem Zusammenhang ist ein Element {\displaystyle m} einer Teilmenge {\displaystyle B\subseteq A} {\displaystyle \rightarrow }-minimal, wenn für alle {\displaystyle x\in A} mit {\displaystyle m\rightarrow x} folgt {\displaystyle x\notin B}. Neben der Terminiertheit von Algorithmen können vermittels der Noetherschen Induktion dann deren Eigenschaften nachgewiesen werden.

## Beispiele
Die ganzen Zahlen, die rationalen Zahlen und die reellen Zahlen enthalten in ihrer natürlichen Anordnung jeweils unendliche absteigende Ketten und sind somit nicht fundiert.
Die Potenzmenge einer Menge mit der Teilmengenbeziehung als Ordnung ist genau dann fundiert, wenn die Menge endlich ist. Alle endlichen halbgeordneten Mengen sind fundiert, weil endliche Mengen nur endliche Ketten haben können.
Die folgenden Mengen sind fundiert, aber nicht totalgeordnet:
- die natürlichen Zahlen {\displaystyle \mathbb {N} =\left\{1,2,3,\ldots \right\}} mit der Ordnung

{\displaystyle a\leq b} genau dann, wenn {\displaystyle a} ein Teiler von {\displaystyle b} ist
- die Menge der Untermoduln eines noetherschern Moduls mit der Ordnung

{\displaystyle M\leq N} genau dann, wenn {\displaystyle N\subseteq M}
- die Menge {\displaystyle \mathbb {N} \times \mathbb {N} } aller Paare natürlicher Zahlen mit der Ordnung

{\displaystyle (m,n)\leq (a,b)} genau dann, wenn {\displaystyle m\leq a} und {\displaystyle n\leq b}
- die Menge der endlichen Wörter über einem vorgegebenen Alphabet mit der Ordnung

{\displaystyle s\leq t} genau dann, wenn {\displaystyle s} eine Teilzeichenkette von {\displaystyle t} ist
- die Menge der regulären Ausdrücke über einem vorgegebenen Alphabet mit der Ordnung

{\displaystyle s\leq t} genau dann, wenn {\displaystyle s} ein Teilausdruck von {\displaystyle t} ist
- jede Menge von Mengen mit der Ordnung

{\displaystyle A\leq B} genau dann, wenn {\displaystyle A} ist ein Element von {\displaystyle B} (wirklich Element, nicht Teilmenge!)

## Länge absteigender Ketten
Ist {\displaystyle (X,\leq )} eine fundierte Menge und {\displaystyle x\in X}, dann sind die bei {\displaystyle x} beginnenden absteigenden Ketten allesamt endlich, aber ihre Länge muss nicht beschränkt sein. Betrachte z. B. die Menge
{\displaystyle X:=\left\{(a,b)\in \mathbb {N} _{0}\times \mathbb {N} _{0}\mid a\geq b>0\vee a=b=0\right\}}
(wobei {\displaystyle \mathbb {N} _{0}=\left\{0,1,2,3,\ldots \right\}}) mit der Ordnung
{\displaystyle (m,n)\leq (a,b)} genau dann, wenn {\displaystyle (a,b)=(0,0)} oder {\displaystyle m=a\wedge n\geq b}
Darin sind z. B. {\displaystyle (0,0)>(4,1)>(4,2)>(4,3)>(4,4)} und {\displaystyle (0,0)>(2,1)>(2,2)}. {\displaystyle X} ist fundiert, aber es gibt bei {\displaystyle (0,0)} beginnende absteigende Ketten beliebiger (endlicher) Länge.